# Љуштура (албум)
Љуштура је дебитантски студијски албум српске поп певачице Едите Арадиновић, издат 14. октобра 2023. године за IDJ Tunes. Снимљени су музички спотови за песме Атлантида, Љуштура, Моника Белучи, Плави. На албуму су радили Coby, Векац и Албино. Албум је објављен на јутјуб каналима певачице и издавачке куће, као и на стриминг платформама.

## Списак песама
| №  | Назив         | Текст               | Музика              | Трајање |  |
| 1. | Радиоактивна  | Раста               | Михајло Рајичић     |         |  |
| 2. | Атлантида     | Венок               | Векац               |         |  |
| 3. | Буди ми добро | Венок               | Векац               |         |  |
| 4. | Секс и град   | Реља Торино, Лимени | Лимени, Реља Торино |         |  |
| 5. | Љуштура       | Косана Стојић       | Немања Антонић      |         |  |
| 6. | Моника Белучи | Coby                | Coby                |         |  |
| 7. | Плави         | Ајзи                | Албино              |         |  |
| 8. | Ко то пита    | Филип Младеновић    | Филип Младеновић    |         |  |